# O Dono da Bola
O Dono da Bola é um filme brasileiro de 1961, do gênero comédia, dirigido por J.B. Tanko. Roteiro do diretor e diálogos de Mário Meira Guimarães.

## Elenco principal
- Ronald Golias (Carlos da Silva Bronca)
- Grande Otelo (como ele mesmo)
- Norma Blum (Eva)
- Vera Regina (Clarinha)
- Carlos Imperial (Ronaldo)
- Costinha (Arquibaldo)
- Luiz de Carvalho (como ele mesmo)
- Valença Filho (Milton)
- Hélio Colonna
- Perry Salles (Fernando)

## Sinopse
Carlos Bronca é um malandro carioca que gosta de viver na "moleza". Ele aceita participar do programa de TV do canal 70 (TV Mares) intitulado O Dono da Bola, para tentar receber o prêmio em dinheiro e doá-lo à Eva e seu avô, que estão em dificuldades financeiras e perdendo a casa onde moram para a Imobiliária Fortuna, que por sua vez pretende construir um edifício no local.
Carlos é apaixonado por Eva, mas ela é atraída pelo amigo dele, Fernando, produtor de TV. Para vencer o programa, Carlos terá que derrotar o adversário Ronaldo em quatro tarefas. Carlos é muito esperto, mas Ronaldo além de sobrinho do dono da Imobiliária Fortuna, conta com a ajuda de Arquibaldo, ambos trapaceiros e dispostos a tudo para ganharem o prêmio.